# Halasztott adó
A halasztott adó a számvitelben egy olyan elméleti követelést vagy kötelezettséget jelent, ami abból származik, hogy bizonyos típusú eszközöket illetve forrásokat eltérő módszerrel kell értékelni a számviteli és az adójogszabályok szerint.
A magyar számviteli törvény ezt a fogalmat nem ismeri el, annak ellenére, hogy vannak olyan mérlegtételek, például a tárgyi eszközök illetve céltartalékok, amelyek ideiglenes eltérést okoznak a számviteli eredmény és az adóalap között.

## Aktív és passzív halasztott adó
- Aktív halasztott adó (adókövetelés): Ha az adótörvény szerinti eredmény magasabb, mint a számviteli eredmény, akkor az adótörvény szerint számolt adó egy része a jövőben meg fog térülni. Ez a jövőben megtérülő rész az aktív halasztott adó.
- Passzív halasztott adó (adótartozás): Ha az adótörvény szerinti eredmény alacsonyabb, mint a számviteli eredmény, akkor az adótörvény szerint számított adó túl alacsony; a különbözetet a jövőben meg kell majd fizetni. Ez a jövőben fizetendő rész a passzív halasztott adó.